# Organització territorial de la República Popular de la Xina

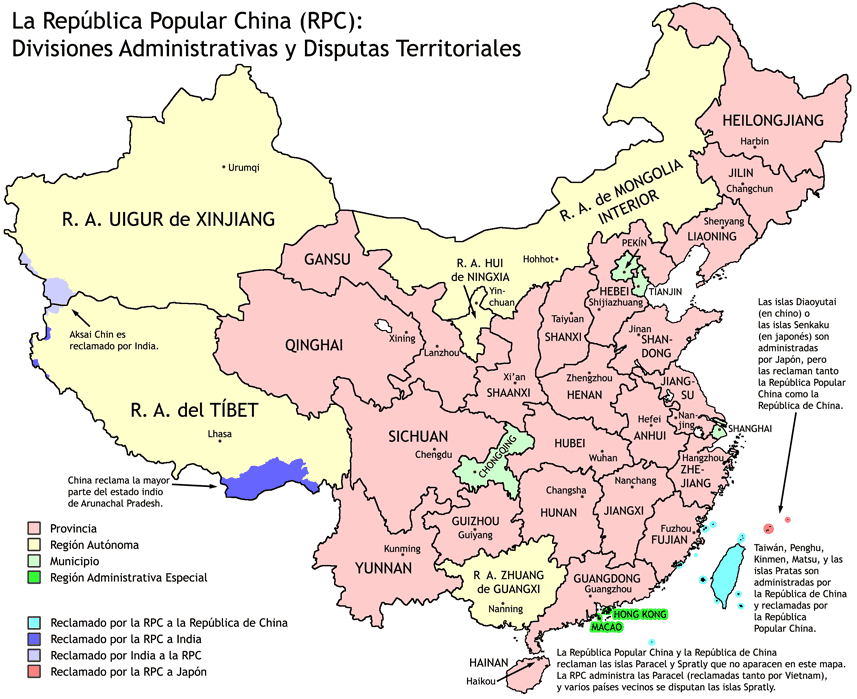
Organització territorial de la República Popular de la Xina.

A causa de la seva població i àrea, l'organització territorial de la Xina ha consistit en diversos nivells des de temps antics. La constitució xinesa proveeix tres nivells de govern de iure. Actualment, però, hi ha cinc nivells de govern local (de facto): província, prefectura, comtat, municipi i poble.
Des del segle xvii, les fronteres provincials a la Xina s'han mantingut majoritàriament estàtiques. Alguns canvis importants des de llavors han estat la reorganització de les províncies del nord-est després de l'establiment de la República Popular de la Xina i la formació de les regions autònomes, basades en les polítiques ètniques soviètiques. Les províncies tenen un paper cultural destacat a la Xina, ja que la gent tendeix a identificar-se amb la seva província natal.

## Nivells
La constitució de la Xina proveeix tres nivells: província, comtat i municipi. No obstant això, dos nivells més han estat implementats: les prefectures, sota les províncies; i el poble, sota els municipis. La Xina administra 33 regions de nivell provincial, 333 regions de nivell de prefectura, 2.863 regions de nivell de comtat, 41.636 regions de nivell municipal i encara més regions de nivell de poble.

### Taula
| Jerarquia estructural de la República Popular de la Xina | Jerarquia estructural de la República Popular de la Xina                                                                                       | Jerarquia estructural de la República Popular de la Xina                                                                           | Jerarquia estructural de la República Popular de la Xina                                                                                                  | Jerarquia estructural de la República Popular de la Xina |
| Nivell provincial 省级行政区                             | Nivell de prefectura 地级行政区 | Nivell de comtat 县级行政区 | Nivell municipal 乡级行政区 | Nivell de poble (informal) 村级行政区                    |
| -------------------------------------------------------- | --- | --- | --- | -------------------------------------------------------- |
| Regió autònoma 自治区                                    | Prefectura autònoma de nivell sub-provincial 副省级自治州                                                                                      | Districte 市辖区 / 县级行政区 Ciutat de nivell de comtat 县级市 Comtat 县 Comtat autònom 自治县 Bandera 旗 Bandera autònoma 自治旗 | Subdistricte 街道 Municipalitat 镇 Municipi 乡 Poble ètnic 民族乡 Districte de nivell de comtat 县辖区 Sumu 苏木 Sumu ètnic 民族苏木 Comitè veïnal 虚拟镇 | Veïnat / Comunitat 社区 Poble 村 Gacha 嘎查              |
| Regió autònoma 自治区                                    | Ciutat de nivell de prefectura 地级市 | Districte 市辖区 / 县级行政区 Ciutat de nivell de comtat 县级市 Comtat 县 Comtat autònom 自治县 Bandera 旗 Bandera autònoma 自治旗 | Subdistricte 街道 Municipalitat 镇 Municipi 乡 Poble ètnic 民族乡 Districte de nivell de comtat 县辖区 Sumu 苏木 Sumu ètnic 民族苏木 Comitè veïnal 虚拟镇 | Veïnat / Comunitat 社区 Poble 村 Gacha 嘎查              |
| Regió autònoma 自治区                                    | Prefectura autònoma 自治州 Prefectura 地区 Lliga 盟                                                                                            | Districte 市辖区 / 县级行政区 Ciutat de nivell de comtat 县级市 Comtat 县 Comtat autònom 自治县 Bandera 旗 Bandera autònoma 自治旗 | Subdistricte 街道 Municipalitat 镇 Municipi 乡 Poble ètnic 民族乡 Districte de nivell de comtat 县辖区 Sumu 苏木 Sumu ètnic 民族苏木 Comitè veïnal 虚拟镇 | Veïnat / Comunitat 社区 Poble 村 Gacha 嘎查              |
|                                                          | | | Subdistricte 街道 Municipalitat 镇 Municipi 乡 Poble ètnic 民族乡 Districte de nivell de comtat 县辖区 Sumu 苏木 Sumu ètnic 民族苏木 Comitè veïnal 虚拟镇 | Veïnat / Comunitat 社区 Poble 村 Gacha 嘎查              |
| Província 省                                             | | | Subdistricte 街道 Municipalitat 镇 Municipi 乡 Poble ètnic 民族乡 Districte de nivell de comtat 县辖区 Sumu 苏木 Sumu ètnic 民族苏木 Comitè veïnal 虚拟镇 | Veïnat / Comunitat 社区 Poble 村 Gacha 嘎查              |
| Ciutat de nivell sub-provincial 副省级城市               | Districte 市辖区 / 县级行政区 Districte ètnic 民族区 Districte especial 特区 Ciutat de nivell de comtat 县级市 Comtat 县 Comtat autònom 自治县 | | Subdistricte 街道 Municipalitat 镇 Municipi 乡 Poble ètnic 民族乡 Districte de nivell de comtat 县辖区 Sumu 苏木 Sumu ètnic 民族苏木 Comitè veïnal 虚拟镇 | Veïnat / Comunitat 社区 Poble 村 Gacha 嘎查              |
| Ciutat de nivell de prefectura 地级市                    | Districte 市辖区 / 县级行政区 Districte ètnic 民族区 Districte especial 特区 Ciutat de nivell de comtat 县级市 Comtat 县 Comtat autònom 自治县 | | Subdistricte 街道 Municipalitat 镇 Municipi 乡 Poble ètnic 民族乡 Districte de nivell de comtat 县辖区 Sumu 苏木 Sumu ètnic 民族苏木 Comitè veïnal 虚拟镇 | Veïnat / Comunitat 社区 Poble 村 Gacha 嘎查              |
| Prefectura autònoma 自治州 Prefectura 地区               | Districte 市辖区 / 县级行政区 Districte ètnic 民族区 Districte especial 特区 Ciutat de nivell de comtat 县级市 Comtat 县 Comtat autònom 自治县 | | Subdistricte 街道 Municipalitat 镇 Municipi 乡 Poble ètnic 民族乡 Districte de nivell de comtat 县辖区 Sumu 苏木 Sumu ètnic 民族苏木 Comitè veïnal 虚拟镇 | Veïnat / Comunitat 社区 Poble 村 Gacha 嘎查              |
| Ciutat de nivell de subprefectura 副地级市               | | | Subdistricte 街道 Municipalitat 镇 Municipi 乡 Poble ètnic 民族乡 Districte de nivell de comtat 县辖区 Sumu 苏木 Sumu ètnic 民族苏木 Comitè veïnal 虚拟镇 | Veïnat / Comunitat 社区 Poble 村 Gacha 嘎查              |
| Districte de silvicultura 林区                           | | | Subdistricte 街道 Municipalitat 镇 Municipi 乡 Poble ètnic 民族乡 Districte de nivell de comtat 县辖区 Sumu 苏木 Sumu ètnic 民族苏木 Comitè veïnal 虚拟镇 | Veïnat / Comunitat 社区 Poble 村 Gacha 嘎查              |
|                                                          | | | Subdistricte 街道 Municipalitat 镇 Municipi 乡 Poble ètnic 民族乡 Districte de nivell de comtat 县辖区 Sumu 苏木 Sumu ètnic 民族苏木 Comitè veïnal 虚拟镇 | Veïnat / Comunitat 社区 Poble 村 Gacha 嘎查              |
| Municipalitat 直辖市                                     | Nova àrea de nivell subprovincial 副省级市辖新区                                                                                               | Nova àrea de nivell subprovincial 副省级市辖新区                                                                                   | Subdistricte 街道 Municipalitat 镇 Municipi 乡 Poble ètnic 民族乡 Districte de nivell de comtat 县辖区 Sumu 苏木 Sumu ètnic 民族苏木 Comitè veïnal 虚拟镇 | Veïnat / Comunitat 社区 Poble 村 Gacha 嘎查              |
| Municipalitat 直辖市                                     | Districte 市辖区 | | Subdistricte 街道 Municipalitat 镇 Municipi 乡 Poble ètnic 民族乡 Districte de nivell de comtat 县辖区 Sumu 苏木 Sumu ètnic 民族苏木 Comitè veïnal 虚拟镇 | Veïnat / Comunitat 社区 Poble 村 Gacha 嘎查              |
| Municipalitat 直辖市                                     | Comtat 县 | | Subdistricte 街道 Municipalitat 镇 Municipi 乡 Poble ètnic 民族乡 Districte de nivell de comtat 县辖区 Sumu 苏木 Sumu ètnic 民族苏木 Comitè veïnal 虚拟镇 | Veïnat / Comunitat 社区 Poble 村 Gacha 嘎查              |
|                                                          | | | |                                                          |
| Regió administrativa especial 特别行政区 [特別行政區]    | Regió 地区 [地區] (informal) | Districte 区 [區] | Districte 区 [區] | Districte 区 [區]                                        |
| Regió administrativa especial 特别行政区 [特別行政區]    | Oficina d'afers cívics i municipals 民政总署 [民政總署] Municipalitat 市 (informal)                                                            | Freguesia 堂区 [堂區] (informal)                                                                                                   | Freguesia 堂区 [堂區] (informal) | Freguesia 堂区 [堂區] (informal)                         |

## Nivell provincial
A la Xina hi ha 33 regions de nivell provincial, incloent 22 províncies, cinc regions autònomes, quatre municipalitats i dues regions administratives especials:
- 22 províncies:
  - Anhui (安徽)
  - Fujian (福建)
  - Gansu (甘肃)
  - Guangdong (广东)
  - Guizhou (贵州)
  - Hainan (海南)
  - Hebei (河北)
  - Heilongjiang (黑龙江)
  - Henan (河南)
  - Hubei (湖北)
  - Hunan (湖南)
  - Jiangsu (江苏)
  - Jiangxi (江西)
  - Jilin (吉林)
  - Liaoning (辽宁)
  - Qinghai (青海)
  - Shaanxi (陕西)
  - Shandong (山东)
  - Shanxi (山西)
  - Sichuan (四川)
  - Taiwan (台湾)[2]
  - Yunnan (云南)
  - Zhejiang (浙江)
- 5 regions autònomes:
  - Guangxi (广西)
  - Mongòlia Interior (內蒙古)
  - Ningxia (宁夏)
  - Tibet (西藏)
  - Xinjiang (新疆)
- 4 municipalitats:
  - Chongqing (重庆)
  - Pequín (北京)
  - Tianjin (天津)
  - Xangai (上海)
- 2 regions administratives especials:
  - Hong Kong (香港)
  - Macau (澳门)